# Ère Eikyū
L'ère Eikyū (永久) est une des ères du Japon (年号, nengō, lit. « nom de l'année ») après l'ère Ten'ei et avant l'ère Gen'ei. Cette ère couvre la période allant du mois de juillet 1113 au mois d'avril 1118. L'empereur régnant est Toba-tennō (鳥羽天皇).

## Changement d'ère
- 20 janvier 1113 Eikyū gannen (永久元年?) : Le nom de la nouvelle ère est créé pour marquer un événement ou une série d'événements. L'ère précédente se termine là où commence la nouvelle, en Ten'ei 4, le 13e jour du 7e mois de 1113[3].

## Événements de l'ère Eikyū
- 1113 (Eikyū 1, 4e mois) : Fujiwara Tadasane est nommé régent kampaku[4].
- 1113 (Eikyū 1, 4e mois) : L'empereur Toba visite le sanctuaire Matsunoo-taisha et le temple Kitano Tenman-gū. Quand l'empereur visite des sanctuaires shinto, c'est toujours un moment agréable pour lui. Sans ce prétexte, l'étiquette de la cou ne lui permettrait pas de quitter le palais impérial[4].
- 1113 (Eikyū 1, 10e mois) : Toba visite le temple du mont Hiei dans le voisinnage de Kyoto[4].
- 1113 (Eikyū 1, 11e mois ) : Toba visite les sanctuaires Inari et Yasaka-jinja[4].

| Eikyū     | 1re  | 2e   | 3e   | 4e   | 5e   | 6e   |
| Grégorien | 1113 | 1114 | 1115 | 1116 | 1117 | 1118 |